# Spike (ПТРК)
«Спайк» (англ. Spike, івр. ספייק) — ізраїльський багатофункціональний протитанковий ракетний комплекс. Розроблено фірмою «Rafael», за ліцензією випускається у Європі.
Розробка почалася в кінці 1970-х років, прийнятий на озброєння у 1982 році.

## Тактико-технічні характеристики
- Дальність стрільби: 50/200/400 — 1 300/2 500/4 000/8 000/25 000 м.
- Діаметр: 75-170 мм
- Вага ракети: 4/9.8/13-14/34/70 кг
- Бойова частина: тандемна кумулятивна, 3 кг
- Середня швидкість на траєкторії: 130—180 м/с

## Конструкція
Інфрачервона головка самонаведення ракети розташована у носовій частині, за нею знаходиться блок електроніки та кумулятивний пристрій, за яким знаходиться маршовий двигун.

## Модифікації
- Spike-LR (від англ. long range) — модифікація для стрільби на велику дальність (максимальна дальність — до 5000 м[1]). Використовується піхотою і для озброєння бойових машин. Вага ракети — 13 кг. Бронепробиття — 850—900 мм.
- Spike-ER (від англ. extended range; — важкий варіант великої дальності (максимальна дальність — 8000 м). Комплекс випускається у варіантах для мобільних бойових систем та для вертольотів. Вага — 34 кг. Бронепробиття — до 1000 мм.
- Spike NLOS (від англ. non-line of sight — стрільба з закритих позицій) — протитанкова ракета з радіусом дії 25 км і оптоелектронним наведенням у тому числі по лазерному променю, призначена для ураження цілей, що знаходяться за межами прямої видимості, для чого може використовуватися зовнішнє цілевказування. Вага — 70 кг. Бронепробиття — до 1000 мм.

## Оператори
- Азербайджан[2][3]: 2,700 ракет,100 ПУ
- Бельгія: 60 ракет[4][5]
- Німеччина: 311 ПУ[6]
- Ізраїль:
- Іспанія: 2600 ракет, 236 ПУ[7]
- Італія: 1065 ракет[7]
- Колумбія:[7]
- Латвія[8]
- Литва: Spike LR[9]
- Нідерланди: 2400 ракет, 297 ПУ[7]
- Перу: 244 ракети[7], 24 ПУ[10]
- Польща: 2675 ракет, 264 ПУ[7]. Виробляється у Польщі за ліцензією на державному оборонному заводі Mesko
- Румунія:[7]
- Сінгапур: 1000 ракет[7]
- Словенія: 75 ракет
- Фінляндія: 700 ракет[7]
- Франція:[11][12][13]
- Чилі: 2200 ракет[7]
- Еквадор: 244 ракети[14]

### Австралія
Спільне підприємство ізраїльською Rafael та австралійської компанії Varley Group — Varley Rafael Australia (VRA) і Thales Australia, у листопаді 2021 року, підписали Меморандум про взаєморозуміння щодо майбутнього виробництва керованих ракет Spike в Австралії.
Безпосереднім питанням співпраці є огляд виробництва ракетних двигунів Spike LR2, бойових частин, інтеграції та відповідних вимог до зберігання.
ПТРК Rafael Spike LR2 був обраний для програм збройних сил Австралії Land 400 (пошук нової бойової машини піхоти) та Land 159 Lethality System (програма підвищення летальності підрозділів).

### Бразилія
30 листопада 2021 року Комісія бразильської армії повідомила, що пропозиція ізраїльської компанії Rafael Advanced Defence Systems Ltd була обрана у міжнародному конкурсі на придбання протитанкових керованих ракет для збройних сил країни. Пропозиція включає постачання 100 одиниць ракет Spike LR, десяти пускових установок, тренажерів, комплексної матеріально-технічної підтримки та навчання, загальною вартістю 19 023 200 доларів США.